# Anterivo
Anterivo (en alemán Altrei) es un municipio italiano de 387 habitantes perteneciente a la Provincia Autónoma de Bolzano. Forma parte del comprensorio Oltradige-Bassa Atesina.

## Distribución de idiomas
Según el censo de 2011, la mayoría de los residentes (88 %) hablan alemán como lengua materna, el 12 % habla italiano de forma nativa.

## Evolución demográfica
| Gráfica de evolución demográfica de Anterivo entre 1921 y 2001               |
|                                                                              |
| Fuente: Istituto Nazionale di Statistica - Elaboración gráfica por Wikipedia |